# Almodôvar (freguesia)
Almodôvar est une ancienne paroisse civile portugaise (en portugais : freguesia) de la municipalité du même nom dans le district de Beja.
La loi no 11-A/2013 du 28 janvier 2013, portant réorganisation administrative du territoire des freguesias, fusionne Almodôvar avec la paroisse voisine de Senhora da Graça de Padrões pour former l’União das Freguesias de Almodôvar e Graça dos Padrões (dont le siège est à Almodôvar).